# Беньяміно Джильї
Беньямі́но Джи́льї (італ. Beniamino Gigli; 20 березня 1890, Реканаті, Італія — 30 листопада 1957, Рим) — італійський тенор й актор, найвідоміший оперний виконавець свого покоління.

## Біографія
Джильї народився в місті Реканаті, провінція Мачерата (регіон Марке) в родині чоботаря Доменіко Джильї і його дружини Естер, дочки шкільного вчителя.
У 1897 році був прийнятий до церковного хору міського кафедрального собору. Беньяміно працює паралельно в компанії теслярів. 1902 року, закінчивши школу, стає до роботи помічника аптекаря, де працює до 1907 року. На дозвіллі Беньяміно грає на саксофоні в міському оркестрі. У 1905 році уперше виступає на сцені, виконавши роль дівчини в театрі Лауро Россі в Мачерата. Джильї співав у оперетті «Ля фуга ді Анджеліка» Алессандро Біллі.
У 1907 році Джильї вирушає до Рима, де працює слугою в графині Спаноккі. Свій перший урок співів отримав у П'єтро ді Стефано. У 1908 році брав уроки співів в Аньєзе Бонуччі (2 роки), потім проходив військову службу в 82-му полку, опісля працював телефоністом у командуванні військового округу.
У 1911 році Джильї переходить до нового вчителя — професора Мартіно, що взявся поставити голос. Аньєзе Бонуччі подає на Джильї в суд, і він змушений сплатити старому вчителеві 2500 лір. Паралельно він працює у фотоархіві при Міністерстві культури Італії. Того ж року Джильї знайомиться з Констанцією Черроні, дочкою римського маклера.
У 1912 році, як виняток, Джильї здобуває стипендію для навчання в Національній академії Санта Чечилія в Римі. У 1914 році він закінчує навчання в Академії, здобувши першу премію з-поміж тенорів на заключному конкурсі в Пармі серед 32-х конкурсантів. 15 жовтня перший виступ на сцені в ролі Енцо в «Джоконда» Амількаре Понк'єллі в театрі Сочале Ровіго. У Генуї Джильї відкриває сезон театру «Карло Феліче», де він співає партію в опері «Манон» Жуля Массне з Розіною Сторкіо.
1915 року Театр Массімо в Палермо укладає з Джильї контракт на виконання партії Каварадоссі в опері Пуччіні «Тоска». Того ж року 9 травня Джильї одружується з Констанцею Черроні в Римі. Він починає співати і в театрі «Сан Карло» в Неаполі: перша партія — Турріду в «Сільській честі» під керівництвом композитора П'єтро Масканьї, початок дружби з Масканьї.
У 1916 році у Джильї народжується перша дочка Естер (Рина), сам Джильї дебютує в театрі «Костанці» в Римі в партії Фауста в опері «Мефістофель».
1917 року перше закордонне турне до Барселони й Мадрида. Через фігуру Джильї відмовлено в партії Руджеро в опері Пуччіні «Ластівка» в Болоньї, замість Джильї співає Тіто Скіпа. У 1918 році відбувся перший грамофонний запис співака в Мілані. Джильї сподобляється честі стати лицарем італійської корони. Того ж року довгоочікуваний дебют у міланській «Ла Скала» в «Мефістофелі» під музичним керівництвом Артуро Тосканіні.
У 1919 році співак укладає контракт із театром «Колон» у Буенос-Айресі. Наступного 1920 року він зав'язав дружбу з Умберто Джордано; початок виступів на сцені Нью-Йоркської Метрополітен-опера, так само в «Мефістофелі». У 1922 році отримує звання почесного офіцера Нью-Йоркської міської поліції.
1924 року Джильї вперше виступає в Німецькій державній опері в Берліні, а 1925 року — перший живий виступ по радіо на різдвяному концерті в США. У 1926 році виступає у Гавані, на концерті, присвяченому весіллю дочки президента Куби. У 1927 році закінчує будівництво особистої вілли в Реканаті (60 кімнат).
У 1929 році відбувся перший виступ у Віденській опері й на Арені у Вероні.
У 1932 році під час «Великої депресії» в США Джильї відмовляється добровільно скоротити свою зарплату в Метрополітен-опері на 25 %, щоби підтримати Оперу в скрутну годину. На 30 квітня він анулює контракт і повертається в Італію. Одразу ж бере участь у Фестивалі Пуччіні в Торе дель Лаго. У 1935 році у Берліні був знятий перший фільм за його участі; слідом підуть ще 15 фільмів, де Джильї виступить у партнерстві з Магдою Шнайдер. У 1936 році його дочка Рина дебютує як співачка 7 лютого на благодійному концерті в Римі.
У 1938 році Джильї повернення в Метрополітен-опері. 1939 року Джильї відзначає 25-річний ювілей на сцені, виконуючи в Ровіго роль Едгара в Доніцеттіївській «Лючія де Ламмермур». У 1940–1945 роках здебільшого вистує в Італії — весь цей час Джильї був улюбленим виконавцем режиму й особисто Беніто Муссоліні.
У 1950 році співак провів велике європейське турне. 1951 року — гастролі в Південній Америці; ряд концертів у Південній Америці, Новій Зеландії, Японії, Скандинавії й у Канаді, разом за період 1951–1955 років понад 60 концертів.
У 1954 році відбувся останній оперний виступ у Реканаті, у ролі Каніо в опері «Паяци» Леонкавалло. Джильї починає прощальне світове турне. 1955 року — останній публічний концерт 25 травня 1955 року в Вашингтоні.
Беньяміно Джильї помирає 30 листопада 1957 року в Римі від запалення легень.